# Maribel y la extraña familia (película de 1960)
Maribel y la extraña familia es una película española de 1960 dirigida por José María Forqué basada en la exitosa obra de teatro homónima de Miguel Mihura escrita en 1959.
Se trata de una comedia plena de locura y situaciones absurdas y conspiranoicas en torno a un hombre soltero que busca esposa y la encuentra en la ciudad. Destacan las interpretaciones de sus protagonistas Adolfo Marsillach y Silvia Pinal y de dos veteranas actrices de largo recorrido Julia Caba Alba que ya realizó ese papel en la obra teatral y Guadalupe Muñoz Sampedro.

## Sinopsis
Marcelino llega a Madrid para presentar a su madre y su tía a Maribel, una prostituta a la que conoció de forma casual y con la que pretende casarse. La joven se deja llevar por los acontecimientos, pero termina asustada por las rarezas de la familia y cuando descubre un secreto del pasado de su prometido.  

## Reparto
- Silvia Pinal - Maribel
- Adolfo Marsillach - Marcelino
- Julia Caba Alba - Tía Paula
- Guadalupe Muñoz Sampedro - Doña Matilde
- Trini Alonso - Rufi
- Carmen Lozano - Pili
- Gracita Morales - Niní
- José Orjas - Fermín
- Erasmo Pascual - Don José
- Pilar Muñoz - Claudia
- Alicia Hermida - Flora
- Pilar Gómez Ferrer - Petra
- Julia Pachelo - Pepa
- Encarna Paso - Mujer espectacular